# 극달
현재 팔공산에 있는 많은 사찰을 창건한 승려이다. 법명은 극달(極達)이지만, 팔공산 사찰들의 아버지이므로 극달화상이라고 높여부르는 것이 일반명사화 되었다. 포대화상처럼 말이다.
동화사, 선본사, 북지장사, 삼존석굴사를 비롯한 팔공산의 많은 사찰의 개창조이다.
삼국시대인 493년(소지왕 15년)에 극달화상이 동화사를 창건하였으므로, 극달화상이 활동한 자세한 연도는 몰라도 추측은 가능하다.